# Labarrus paralividus
Labarrus paralividus är en skalbaggsart som beskrevs av Vladimir Balthasar 1941. Labarrus paralividus ingår i släktet Labarrus och familjen Aphodiidae. Inga underarter finns listade i Catalogue of Life.